# Psilochorus nigromaculatus
Psilochorus nigromaculatus là một loài nhện trong họ Pholcidae. Loài này được phát hiện ở New Guinea.